# Sarandí del Arapey
Sarandí del Arapey o Sarandí de Arapey es una localidad uruguaya del departamento de Salto. Forma parte del municipio de Mataojo.

## Geografía
La localidad se ubica al nordeste del departamento de Salto, en las costas del arroyo Sarandí del Arapey y sobre el camino que nace en el km 80 de la ruta 30, con dirección oeste. Dista 195 km de la ciudad de Salto, mientras que las localidades más cercanas son Masoller (25 km) y Fernández (35 km).

## Población
Según el censo de 2011 la localidad contaba con una población de 210 habitantes.
| 201           | 179 | 162 | 200 | 215 | 210 |
| (Fuente: INE) |     |     |     |     |     |